# Кастін (Огайо)
Кастін (англ. Castine) — селище (англ. village) в США, в окрузі Дарк штату Огайо. Населення — 110 осіб (2020).

## Географія
Кастін розташований за координатами 39°55′52″ пн. ш. 84°37′29″ зх. д. / 39.93111° пн. ш. 84.62472° зх. д. (39.931042, -84.624718).  За даними Бюро перепису населення США в 2010 році селище мало площу 0,20 км², уся площа — суходіл.

## Демографія
Згідно з переписом 2010 року, у селищі мешкало 130 осіб у 54 домогосподарствах у складі 36 родин. Густота населення становила 662 особи/км².  Було 59 помешкань (301/км²).
Расовий склад населення:
| - 97,7 % — білих - 0,8 % — корінних американців |

До двох чи більше рас належало 0,8 %. Частка іспаномовних становила 0,0 % від усіх жителів.
За віковим діапазоном населення розподілялося таким чином: 23,8 % — особи молодші 18 років, 60,0 % — особи у віці 18—64 років, 16,2 % — особи у віці 65 років та старші. Медіана віку мешканця становила 35,5 року. На 100 осіб жіночої статі у селищі припадало 97,0 чоловіків;  на 100 жінок у віці від 18 років та старших — 98,0 чоловіків також старших 18 років.
За межею бідності перебувало 15,1 % осіб, у тому числі 16,0 % дітей у віці до 18 років та 0,0 % осіб у віці 65 років та старших.
Цивільне працевлаштоване населення становило 61 осіб. Основні галузі зайнятості: виробництво — 34,4 %, роздрібна торгівля — 14,8 %, транспорт — 13,1 %.